# Фхакадзе Джаба Гогайович
Джаба Гогайович Фхакадзе (нар. 14 травня 1998, Кутаїсі, Грузія) — український футболіст грузинського походження, півзахисник клубу «Перемога».

## Біографія

### Ранні роки
Народився у західній частині Грузії. Футболом почав займатися на батьківшині, у Грузії, а продовжив в Україні, в Дніпропетровську. З 7 до 11 класу Джаба навчався в дніпропетровському Училищі фізичної культури (УФК). Тренером — викладачем у юнака був його земляк, уродженець Кутаїсі, Гела Глонті. Навчаючись в УФК, в 2014 році, Джаба отримав виклик до юнацької збірної України (U-16), адже хлопець був на провідних ролях своєї команди, яка в 2013 році, перемігши у фіналі ДЮФЛ донецький «Шахтар», стала чемпіоном України у віковій категорії (U-15). Після закінчення УФК Джабу Фхакадзе запросили до дніпропетровського «Дніпра». За дніпрян півзахисник виступав у сезоні 2014/2015 років у чемпіонаті України серед юніорських команд U-19.

### Клубна кар'єра
Доросла кар'єра у Джаби Фхакадзе лише починається. Влітку 2015 року гравець підписав угоду з новачком Другої ліги Інгулець. Спочатку футболіст виступав за дублюючи склад команди, який виступав у Чемпіонаті Кіровоградської області. Вдала гра юного футболіста не залишилася непоміченою з боку головного тренера основної команди, і, на початку грудня 2015 року рішенням тренерського штабу, Джабу було переведено до головної команди. На початку березня 2015 року Джаба Фхакадзе разом з головною командою тріумфував на домашньому тренувальному турнірі під назвою «Кубок президента ФК „Інгулець“ О. Г. Поворознюка-2015». За підсумками сезону 2015/16 років гравець разом з командою завоював бронзові нагороди Другої ліги. В цьому сезоні Джаба 10 разів виходив на футбольне поле, відзначився двічі у ворота суперників, а також заробив 1 жовту картку.

## Досягнення

### Офіційні
- Друга ліга чемпіонату України
  -  Бронзовий призер (1): 2015/16

### Неофіційні
- Кубок президента ФК «Інгулець» О. Г. Поворознюка
  -  Володар (1): 2015